# 3C政策
3C政策（さんCせいさく）は、19世紀後半から20世紀前半においてイギリスが推進した世界政策で、カイロ (Cairo) 、ケープタウン (Capetown) 、カルカッタ (Calcutta・現：コルカタ Kolkata) を鉄道で結ぶ植民地政策をいう。3都市の頭文字"C"をとり、3Cと呼称される。推進者であったセシル・ローズの名をとって「セシルの夢」とも呼ばれる。

## 概要
アフリカ大陸を南北に縦貫し、あわせて「インドへの道」を南北双方から確保しようというもので、アフリカ縦断政策に対してはアフリカ横断政策をとるフランスと、中央アジアから・アフガニスタン・イラン方面へと南下政策をとるロシアとも対立したが、その都度妥協の成立に成功した。
しかし、19世紀末ころよりドイツ帝国のとった3B政策（ベルリン・ビザンティウム・バグダード）とは衝突、ドイツ皇帝ヴィルヘルム2世とのあいだには妥協が成立せず、ヨーロッパで三国協商対三国同盟という図式が成立し、サラエボ事件をきっかけに第一次世界大戦を引き起こすことになった。